# 郑扬旌
郑扬旌（？—？），福建人，是一名清朝政治人物。
郑扬旌曾于1853年接替冯翰任嘉定县知县一职，1853年由孙丰接任。